# Мандрель
Мандрель — стрижень, вал або шпиндель, навколо якого розміщуються і збираються в трубопровід інші компоненти. Термін був розширений в термінології нафтових і газових свердловин і включає в себе спеціалізовані трубчасті компоненти, які є ключовими частинами збірки або системи, такі як оправлення для газліфтного підйомника або оправлення пакера.